# Primera División 1949/50
Die Primera División 1949/50 war die 19. Spielzeit der höchsten spanischen Fußballliga. Sie startete am 4. September 1949 und endete am 23. April 1950.

## Vor der Saison
- Als Titelverteidiger ging der vierfache Meister CF Barcelona ins Rennen. Letztjähriger Vizemeister wurde der FC Valencia.
- Aufgestiegen aus der Segunda División sind Real Sociedad und CD Málaga.

## Vereine
| Verein                 | Stadt         | Stadion               |
| ---------------------- | ------------- | --------------------- |
| CF Barcelona           | Barcelona     | Camp de Les Corts     |
| Español Barcelona      | Barcelona     | Estadi Sarrià         |
| Atlético Bilbao        | Bilbao        | Estadio San Mamés     |
| Deportivo La Coruña    | La Coruña     | Estadio Riazor        |
| Real Madrid            | Madrid        | Estadio de Chamartín  |
| Atlético Madrid        | Madrid        | Estadio Metropolitano |
| CD Málaga              | Málagal       | Estadio La Rosaleda   |
| Real Oviedo            | Oviedo        | Estadio Buenavista    |
| Real Sociedad          | San Sebastián | Estadio de Atotxa     |
| FC Sevilla             | Sevilla       | Estadio de Nervión    |
| Gimnàstic de Tarragona | Tarragona     | Avenida Cataluña      |
| FC Valencia            | Valencia      | Estadio Mestalla      |
| Real Valladolid        | Valladolid    | Estadio José Zorrilla |
| Celta Vigo             | Vigo          | Estadio Balaídos      |

## Abschlusstabelle
| Pl. | Verein                 | Sp. | S  | U | N  | Tore    | Quote | Punkte |
| --- | ---------------------- | --- | -- | - | -- | ------- | ----- | ------ |
| 1.  | Atlético Madrid        | 26  | 15 | 3 | 8  | 071:510 | 1,39  | 33:19  |
| 2.  | Deportivo La Coruña    | 26  | 12 | 8 | 6  | 048:380 | 1,26  | 32:20  |
| 3.  | FC Valencia (P)        | 26  | 12 | 7 | 7  | 071:430 | 1,65  | 31:21  |
| 4.  | Real Madrid            | 26  | 11 | 9 | 6  | 060:490 | 1,22  | 31:21  |
| 5.  | CF Barcelona (M)       | 26  | 13 | 3 | 10 | 067:470 | 1,43  | 29:23  |
| 6.  | Atlético Bilbao        | 26  | 12 | 5 | 9  | 072:660 | 1,09  | 29:23  |
| 7.  | Celta Vigo             | 26  | 13 | 2 | 11 | 063:500 | 1,26  | 28:24  |
| 8.  | Real Sociedad (N)      | 26  | 9  | 9 | 8  | 057:430 | 1,33  | 27:25  |
| 9.  | Real Valladolid        | 26  | 8  | 9 | 9  | 049:460 | 1,07  | 25:27  |
| 10. | FC Sevilla             | 26  | 11 | 3 | 12 | 060:610 | 0,98  | 25:27  |
| 11. | Español Barcelona      | 26  | 8  | 6 | 12 | 042:640 | 0,66  | 22:30  |
| 12. | CD Málaga (N)          | 26  | 8  | 5 | 13 | 044:510 | 0,86  | 21:31  |
| 13. | Gimnàstic de Tarragona | 26  | 7  | 2 | 17 | 039:990 | 0,39  | 16:36  |
| 14. | Real Oviedo            | 26  | 4  | 7 | 15 | 030:650 | 0,46  | 15:37  |

Platzierungskriterien: 1. Punkte – 2. Direkter Vergleich  – 3. Torquotient – 4. geschossene Tore
| (M) | amtierender Meister              |
| (P) | amtierender Pokalsieger          |
| (N) | Neuaufsteiger der letzten Saison |

## Kreuztabelle
| 1949/50                |     | Deportivo La Coruña | FC Valencia | Real Madrid | CF Barcelona | Atlético Bilbao | Celta Vigo | Real Sociedad | Real Valladolid |     | Español Barcelona | CD Málaga | Gimnàstic de Tarragona | Real Oviedo |
| ---------------------- | --- | ------------------- | ----------- | ----------- | ------------ | --------------- | ---------- | ------------- | --------------- | --- | ----------------- | --------- | ---------------------- | ----------- |
| Atlético Madrid        |     | 6:1                 | 4:4         | 5:1         | 4:1          | 6:6             | 4:2        | 5:3           | 2:1             | 0:1 | 5:2               | 3:2       | 5:1                    | 4:1         |
| Deportivo La Coruña    | 3:1 |                     | 5:1         | 3:0         | 3:0          | 1:1             | 1:1        | 4:4           | 1:0             | 3:0 | 2:1               | 1:0       | 1:0                    | 2:2         |
| FC Valencia            | 6:0 | 3:0                 |             | 2:2         | 4:0          | 4:1             | 1:2        | 0:0           | 4:1             | 5:0 | 4:0               | 4:0       | 5:1                    | 2:1         |
| Real Madrid            | 4:2 | 1:1                 | 2:2         |             | 6:1          | 2:2             | 1:0        | 2:2           | 1:1             | 4:2 | 1:1               | 2:1       | 5:1                    | 6:2         |
| CF Barcelona           | 1:0 | 2:0                 | 2:0         | 2:3         |              | 5:0             | 2:1        | 2:0           | 2:2             | 7:0 | 1:2               | 4:0       | 10:1                   | 5:0         |
| Atlético Bilbao        | 1:0 | 2:2                 | 3:6         | 6:2         | 3:1          |                 | 4:1        | 5:2           | 3:2             | 2:3 | 4:0               | 2:1       | 7:0                    | 3:0         |
| Celta Vigo             | 2:0 | 2:3                 | 3:2         | 5:2         | 6:4          | 1:1             |            | 0:1           | 4:0             | 4:2 | 4:1               | 1:0       | 10:1                   | 3:1         |
| Real Sociedad          | 4:1 | 0:1                 | 1:1         | 1:1         | 2:4          | 2:3             | 4:0        |               | 1:1             | 5:0 | 5:0               | 1:0       | 3:1                    | 7:0         |
| Real Valladolid        | 0:1 | 1:1                 | 3:2         | 1:4         | 2:1          | 6:2             | 4:1        | 0:0           |                 | 1:1 | 4:0               | 3:3       | 3:0                    | 2:2         |
| FC Sevilla             | 0:1 | 2:2                 | 2:2         | 2:1         | 5:2          | 5:3             | 4:3        | 3:4           | 2:3             |     | 2:1               | 3:1       | 9:0                    | 7:0         |
| Español Barcelona      | 0:2 | 3:2                 | 6:4         | 1:1         | 2:2          | 4:1             | 3:0        | 2:2           | 0:4             | 2:1 |                   | 2:2       | 3:1                    | 1:1         |
| CD Málaga              | 3:3 | 2:1                 | 1:2         | 1:3         | 0:0          | 2:3             | 2:0        | 5:2           | 2:1             | 2:0 | 4:1               |           | 5:1                    | 2:1         |
| Gimnàstic de Tarragona | 0:4 | 3:2                 | 1:1         | 0:3         | 1:4          | 5:3             | 1:5        | 2:1           | 4:1             | 2:4 | 3:1               | 5:1       |                        | 3:2         |
| Real Oviedo            | 1:3 | 0:2                 | 2:0         | 2:0         | 0:2          | 3:1             | 1:2        | 0:0           | 2:2             | 1:0 | 2:3               | 2:2       | 1:1                    |             |

## Relegation
|             | Ergebnis  |                        |
| ----------- | --------- | ---------------------- |
| Real Murcia | 2:0       | Real Oviedo            |
| CD Alcoyano | 6:3 n. V. | Gimnàstic de Tarragona |

## Nach der Saison
- 1. – Atlético Madrid – Meister

Absteiger in die Segunda División
- 13. – Gimnàstic de Tarragona
- 14. – Real Oviedo

Aufsteiger in die Primera División
- Real Santander
- CD Alcoyano
- UD Lérida
- Real Murcia

## Pichichi-Trophäe
Die Pichichi-Trophäe wird jährlich für den besten Torschützen der Spielzeit vergeben.
| Pl. | Nat.         | Spieler         | Verein          | Tore |
| --- | ------------ | --------------- | --------------- | ---- |
| 1   | Spanien 1945 | Zarra           | Atlético Bilbao | 25   |
| 2   | Spanien 1945 | Silvestre Igoa  | FC Valencia     | 22   |
| 3   | Spanien 1945 | Pahiño          | Real Madrid     | 20   |
| 4   | Spanien 1945 | Hermidita       | Celta Vigo      | 19   |
| 5   | Spanien 1945 | César Rodríguez | CF Barcelona    | 18   |

## Die Meistermannschaft von Atlético Madrid
(Spieler mit mindestens 4 Einsätzen wurden berücksichtigt; in Klammern sind die Spiele und Tore angegeben)
| 1.              | Atlético Madrid |
| Atlético Madrid | - Tor: Marcel Domingo (22/-); Albertp Pérez (6/-) - Abwehr: Alfonso Aparicio (9/1); José Biosca (16/-); Diego Lozano (19/1); Juan José Mencía (25/1); Rafael Múgica (21/12); Alfonso Silva (19/2); Tinte (10/-) - Mittelfeld: Larbi Ben Barek (20/11); Henri Carlsson (23/8); Julian Cuenca (5/1); Antonio Durán (5/2); Manuel Santana Farias (15/-); José Hernández (9/-) - Sturm: Calsita (8/7); Ernesto Candia (4/3); Adrián Escudero (19/9); Salvador Estruch (4/3); José Juncosa (23/5); Miguel González Pérez (6/2) - Trainer: Helenio Herrera |